# Llista de topònims de Gimenells i el Pla de la Font
Llista de topònims (noms propis de lloc) del municipi de Gimenells i el Pla de la Font, al Segrià
Informació actualitzada per un bot. Els canvis manuals es perdran quan s'actualitzi!

## cabana
| imatge | Nom                 | Ubicat a                      | instància de | Detalls | coordenades                                                          | Protecció | Commons (més fotos) | Dades a WD                    |
| ------ | ------------------- | ----------------------------- | ------------ | ------- | -------------------------------------------------------------------- | --------- | ------------------- | ----------------------------- |
|        | Casilla del Canal   | Gimenells i el Pla de la Font | cabana       |         | 41° 39′ 09″ N, 0° 24′ 03″ E / 41.6524026208761°N,0.400798275341221°E |           |                     | Modifica les dades a Wikidata |
|        | cobert de Gimeno    | Gimenells i el Pla de la Font | cabana       |         | 41° 39′ 03″ N, 0° 23′ 01″ E / 41.6507160851448°N,0.383634918345365°E |           |                     | Modifica les dades a Wikidata |
|        | cobert de Saidí     | Gimenells i el Pla de la Font | cabana       |         | 41° 41′ 02″ N, 0° 22′ 13″ E / 41.6838953449051°N,0.370264344436412°E |           |                     | Modifica les dades a Wikidata |
|        | cobert del Gelsa    | Gimenells i el Pla de la Font | cabana       |         | 41° 39′ 07″ N, 0° 22′ 16″ E / 41.6520300710773°N,0.370973278502145°E |           |                     | Modifica les dades a Wikidata |
|        | cobert del Jaime    | Gimenells i el Pla de la Font | cabana       |         | 41° 39′ 05″ N, 0° 22′ 30″ E / 41.6513228321654°N,0.375096747247455°E |           |                     | Modifica les dades a Wikidata |
|        | cobert del Pérez    | Gimenells i el Pla de la Font | cabana       |         | 41° 41′ 08″ N, 0° 23′ 59″ E / 41.6855909446974°N,0.39964228552345°E  |           |                     | Modifica les dades a Wikidata |
|        | cobert del Venido   | Gimenells i el Pla de la Font | cabana       |         | 41° 39′ 17″ N, 0° 22′ 22″ E / 41.6546195218203°N,0.372753244918555°E |           |                     | Modifica les dades a Wikidata |
|        | cobert del Vizcarri | Gimenells i el Pla de la Font | cabana       |         | 41° 39′ 09″ N, 0° 23′ 07″ E / 41.6526345996197°N,0.385226365240112°E |           |                     | Modifica les dades a Wikidata |
|        | cobert del Zapater  | Gimenells i el Pla de la Font | cabana       |         | 41° 39′ 38″ N, 0° 22′ 30″ E / 41.6606772397607°N,0.374968844442474°E |           |                     | Modifica les dades a Wikidata |
|        | pleta del Gallo     | Gimenells i el Pla de la Font | cabana       |         | 41° 38′ 33″ N, 0° 24′ 55″ E / 41.6425243416724°N,0.415230914916302°E |           |                     | Modifica les dades a Wikidata |
|        | pleta del Vilanova  | Gimenells i el Pla de la Font | cabana       |         | 41° 39′ 33″ N, 0° 26′ 35″ E / 41.659212627875°N,0.44309494109648°E   |           |                     | Modifica les dades a Wikidata |

## entitat singular de població
| imatge | Nom                      | Ubicat a                      | instància de                                                   | Detalls                                        | coordenades                                                       | Protecció                                  | Commons (més fotos)      | Dades a WD                    |
| ------ | ------------------------ | ----------------------------- | -------------------------------------------------------------- | ---------------------------------------------- | ----------------------------------------------------------------- | ------------------------------------------ | ------------------------ | ----------------------------- |
|        | Gimenells                | Gimenells i el Pla de la Font | entitat singular de població centre històric capital municipal | Estil: racionalisme arquitectònic 1945 734 hab | 41° 39′ 08″ N, 0° 23′ 22″ E / 41.6523°N,0.3895°E 258 msnm         | bé integrant del patrimoni cultural català | Gimenells                | Modifica les dades a Wikidata |
|        | Santa Maria de Gimenells | Gimenells i el Pla de la Font | entitat singular de població                                   | 47 hab                                         | 41° 39′ 22″ N, 0° 24′ 20″ E / 41.65611944°N,0.40550278°E 259 msnm |                                            | Santa Maria de Gimenells | Modifica les dades a Wikidata |

## església
| imatge | Nom                                  | Ubicat a                                        | instància de | Detalls                                  | coordenades                                                                                     | Protecció                                  | Commons (més fotos)                  | Dades a WD                    |
| ------ | ------------------------------------ | ----------------------------------------------- | ------------ | ---------------------------------------- | ----------------------------------------------------------------------------------------------- | ------------------------------------------ | ------------------------------------ | ----------------------------- |
|        | Mare de Déu del Roser de Gimenells   | Gimenells i el Pla de la Font                   | església     | Estil: arquitectura popular 20th century | 41° 39′ 08″ N, 0° 23′ 23″ E / 41.65227°N,0.38982°E                                              | bé integrant del patrimoni cultural català | Mare de Déu del Roser de Gimenells   | Modifica les dades a Wikidata |
|        | Sant Josep Obrer del Pla de la Font  | Gimenells i el Pla de la Font el Pla de la Font | església     |                                          | 41° 41′ 17″ N, 0° 21′ 09″ E / 41.6879704872853°N,0.352424643101278°E ca:Pla de la Font 191 msnm |                                            | Sant Josep Obrer del Pla de la Font  | Modifica les dades a Wikidata |
|        | església de Santa Maria de Gimenells | Gimenells i el Pla de la Font                   | església     |                                          | 41° 39′ 26″ N, 0° 24′ 23″ E / 41.6573014344081°N,0.406353515892505°E 266 msnm                   |                                            | Església de Santa Maria de Gimenells | Modifica les dades a Wikidata |

## granja
| imatge | Nom                    | Ubicat a                      | instància de | Detalls | coordenades                                                          | Protecció | Commons (més fotos) | Dades a WD                    |
| ------ | ---------------------- | ----------------------------- | ------------ | ------- | -------------------------------------------------------------------- | --------- | ------------------- | ----------------------------- |
|        | Granges del Rei        | Gimenells i el Pla de la Font | granja       |         | 41° 41′ 22″ N, 0° 20′ 32″ E / 41.689343238445°N,0.34217784145223°E   |           |                     | Modifica les dades a Wikidata |
|        | Granges del Solà       | Gimenells i el Pla de la Font | granja       |         | 41° 40′ 40″ N, 0° 24′ 30″ E / 41.6776557403959°N,0.408370934382756°E |           |                     | Modifica les dades a Wikidata |
|        | Granja Amado           | Gimenells i el Pla de la Font | granja       |         | 41° 38′ 48″ N, 0° 23′ 16″ E / 41.6467380762723°N,0.387710275945619°E |           |                     | Modifica les dades a Wikidata |
|        | Granja Brescó          | Gimenells i el Pla de la Font | granja       |         | 41° 38′ 43″ N, 0° 21′ 36″ E / 41.6453994266184°N,0.359884609815385°E |           |                     | Modifica les dades a Wikidata |
|        | Granja Buron           | Gimenells i el Pla de la Font | granja       |         | 41° 38′ 26″ N, 0° 22′ 47″ E / 41.6404198562981°N,0.379585527712506°E |           |                     | Modifica les dades a Wikidata |
|        | Granja Camats          | Gimenells i el Pla de la Font | granja       |         | 41° 38′ 42″ N, 0° 22′ 24″ E / 41.6449527195672°N,0.373398391957546°E |           |                     | Modifica les dades a Wikidata |
|        | Granja Canalis         | Gimenells i el Pla de la Font | granja       |         | 41° 38′ 59″ N, 0° 21′ 28″ E / 41.6498470451832°N,0.357865734381879°E |           |                     | Modifica les dades a Wikidata |
|        | Granja Capdevila       | Gimenells i el Pla de la Font | granja       |         | 41° 38′ 51″ N, 0° 22′ 43″ E / 41.6476234915599°N,0.378741114269806°E |           |                     | Modifica les dades a Wikidata |
|        | Granja Farreny         | Gimenells i el Pla de la Font | granja       |         | 41° 41′ 14″ N, 0° 20′ 43″ E / 41.6872174561321°N,0.345162702782302°E |           |                     | Modifica les dades a Wikidata |
|        | Granja Lino            | Gimenells i el Pla de la Font | granja       |         | 41° 38′ 42″ N, 0° 22′ 56″ E / 41.6449445772521°N,0.382115597017288°E |           |                     | Modifica les dades a Wikidata |
|        | Granja Llobet          | Gimenells i el Pla de la Font | granja       |         | 41° 38′ 40″ N, 0° 22′ 06″ E / 41.6445770223212°N,0.368394886166372°E |           |                     | Modifica les dades a Wikidata |
|        | Granja Manyes          | Gimenells i el Pla de la Font | granja       |         | 41° 38′ 45″ N, 0° 22′ 48″ E / 41.6458074081151°N,0.380063490683214°E |           |                     | Modifica les dades a Wikidata |
|        | Granja Millera         | Gimenells i el Pla de la Font | granja       |         | 41° 38′ 33″ N, 0° 22′ 20″ E / 41.6425839515633°N,0.372209985341814°E |           |                     | Modifica les dades a Wikidata |
|        | Granja Nicolàs         | Gimenells i el Pla de la Font | granja       |         | 41° 38′ 23″ N, 0° 22′ 09″ E / 41.639820323292°N,0.369116800704634°E  |           |                     | Modifica les dades a Wikidata |
|        | Granja Pelegrí         | Gimenells i el Pla de la Font | granja       |         | 41° 38′ 28″ N, 0° 23′ 18″ E / 41.6410424401704°N,0.388336670464294°E |           |                     | Modifica les dades a Wikidata |
|        | Granja Perales         | Gimenells i el Pla de la Font | granja       |         | 41° 38′ 42″ N, 0° 21′ 46″ E / 41.6448804362563°N,0.362775408284534°E |           |                     | Modifica les dades a Wikidata |
|        | Granja Raure           | Gimenells i el Pla de la Font | granja       |         | 41° 38′ 28″ N, 0° 23′ 00″ E / 41.6411096593532°N,0.383375472672844°E |           |                     | Modifica les dades a Wikidata |
|        | Granja Rueda           | Gimenells i el Pla de la Font | granja       |         | 41° 39′ 15″ N, 0° 21′ 06″ E / 41.6542881315837°N,0.351655891748981°E |           |                     | Modifica les dades a Wikidata |
|        | Granja Simon           | Gimenells i el Pla de la Font | granja       |         | 41° 38′ 39″ N, 0° 20′ 59″ E / 41.6441141231951°N,0.349827613615705°E |           |                     | Modifica les dades a Wikidata |
|        | Granja Vallespir       | Gimenells i el Pla de la Font | granja       |         | 41° 38′ 52″ N, 0° 22′ 22″ E / 41.6478043991866°N,0.372862234022914°E |           |                     | Modifica les dades a Wikidata |
|        | Granja Vallés          | Gimenells i el Pla de la Font | granja       |         | 41° 38′ 18″ N, 0° 21′ 31″ E / 41.63847138192°N,0.358606866852356°E   |           |                     | Modifica les dades a Wikidata |
|        | Granja d'Anson         | Gimenells i el Pla de la Font | granja       |         | 41° 42′ 06″ N, 0° 22′ 14″ E / 41.701703162105°N,0.37050973506707°E   |           |                     | Modifica les dades a Wikidata |
|        | Granja de Lumbierres   | Gimenells i el Pla de la Font | granja       |         | 41° 40′ 41″ N, 0° 20′ 38″ E / 41.6781173149334°N,0.343819159150565°E |           |                     | Modifica les dades a Wikidata |
|        | Granja de l'Andrés     | Gimenells i el Pla de la Font | granja       |         | 41° 40′ 40″ N, 0° 22′ 52″ E / 41.6778309340079°N,0.381154778848064°E |           |                     | Modifica les dades a Wikidata |
|        | Granja de l'Aurora     | Gimenells i el Pla de la Font | granja       |         | 41° 38′ 50″ N, 0° 22′ 08″ E / 41.6473595829633°N,0.368773870160915°E |           |                     | Modifica les dades a Wikidata |
|        | Granja de l'Emílio     | Gimenells i el Pla de la Font | granja       |         | 41° 38′ 28″ N, 0° 22′ 34″ E / 41.641009301786°N,0.376211962948861°E  |           |                     | Modifica les dades a Wikidata |
|        | Granja de l'Estanislao | Gimenells i el Pla de la Font | granja       |         | 41° 39′ 31″ N, 0° 23′ 00″ E / 41.6586960411478°N,0.383263699599877°E |           |                     | Modifica les dades a Wikidata |
|        | Granja del Català      | Gimenells i el Pla de la Font | granja       |         | 41° 40′ 34″ N, 0° 21′ 17″ E / 41.6760275223206°N,0.354728380659056°E |           |                     | Modifica les dades a Wikidata |
|        | Granja del Font        | Gimenells i el Pla de la Font | granja       |         | 41° 41′ 51″ N, 0° 22′ 19″ E / 41.6974625797741°N,0.372018512203118°E |           |                     | Modifica les dades a Wikidata |
|        | Granja del Generoso    | Gimenells i el Pla de la Font | granja       |         | 41° 39′ 24″ N, 0° 22′ 16″ E / 41.6566333935237°N,0.371026129269888°E |           |                     | Modifica les dades a Wikidata |
|        | Granja del Gordo       | Gimenells i el Pla de la Font | granja       |         | 41° 39′ 21″ N, 0° 22′ 36″ E / 41.6559176263401°N,0.376747405171101°E |           |                     | Modifica les dades a Wikidata |
|        | Granja del Josep Ramon | Gimenells i el Pla de la Font | granja       |         | 41° 40′ 33″ N, 0° 23′ 46″ E / 41.6758683056044°N,0.396237988881832°E |           |                     | Modifica les dades a Wikidata |
|        | Granja del Júlio       | Gimenells i el Pla de la Font | granja       |         | 41° 39′ 29″ N, 0° 22′ 45″ E / 41.6579197518141°N,0.379236058066194°E |           |                     | Modifica les dades a Wikidata |
|        | Granja del Marcel·lino | Gimenells i el Pla de la Font | granja       |         | 41° 38′ 52″ N, 0° 22′ 30″ E / 41.6478791128794°N,0.374948459074941°E |           |                     | Modifica les dades a Wikidata |
|        | Granja del Martín      | Gimenells i el Pla de la Font | granja       |         | 41° 40′ 29″ N, 0° 23′ 55″ E / 41.6747701514364°N,0.398648698894325°E |           |                     | Modifica les dades a Wikidata |
|        | Granja del Martínez    | Gimenells i el Pla de la Font | granja       |         | 41° 40′ 39″ N, 0° 22′ 45″ E / 41.6773737845505°N,0.379275308895055°E |           |                     | Modifica les dades a Wikidata |
|        | Granja del Maza        | Gimenells i el Pla de la Font | granja       |         | 41° 41′ 09″ N, 0° 22′ 02″ E / 41.6857354734643°N,0.367245859367567°E |           |                     | Modifica les dades a Wikidata |
|        | Granja del Melxor      | Gimenells i el Pla de la Font | granja       |         | 41° 39′ 09″ N, 0° 22′ 30″ E / 41.6526163140505°N,0.374948133794255°E |           |                     | Modifica les dades a Wikidata |
|        | Granja del Menín       | Gimenells i el Pla de la Font | granja       |         | 41° 38′ 40″ N, 0° 23′ 17″ E / 41.6443397430353°N,0.387987315002565°E |           |                     | Modifica les dades a Wikidata |
|        | Granja del Monzón      | Gimenells i el Pla de la Font | granja       |         | 41° 40′ 24″ N, 0° 23′ 57″ E / 41.6734586060358°N,0.399194036459372°E |           |                     | Modifica les dades a Wikidata |
|        | Granja del Nazàrio     | Gimenells i el Pla de la Font | granja       |         | 41° 40′ 50″ N, 0° 22′ 49″ E / 41.6804740106013°N,0.380158560110307°E |           |                     | Modifica les dades a Wikidata |
|        | Granja del Peret       | Gimenells i el Pla de la Font | granja       |         | 41° 39′ 21″ N, 0° 23′ 16″ E / 41.6557451893883°N,0.387754402884688°E |           |                     | Modifica les dades a Wikidata |
|        | Granja del Piqueres    | Gimenells i el Pla de la Font | granja       |         | 41° 40′ 05″ N, 0° 22′ 44″ E / 41.6680504033582°N,0.37878892436816°E  |           |                     | Modifica les dades a Wikidata |
|        | Granja del Porte       | Gimenells i el Pla de la Font | granja       |         | 41° 40′ 34″ N, 0° 23′ 23″ E / 41.6760072243685°N,0.389661540051485°E |           |                     | Modifica les dades a Wikidata |
|        | Granja del Prudèncio   | Gimenells i el Pla de la Font | granja       |         | 41° 39′ 06″ N, 0° 22′ 53″ E / 41.6517558852061°N,0.381443385085107°E |           |                     | Modifica les dades a Wikidata |
|        | Granja del Pérez       | Gimenells i el Pla de la Font | granja       |         | 41° 39′ 11″ N, 0° 22′ 45″ E / 41.653165644825°N,0.379284807345661°E  |           |                     | Modifica les dades a Wikidata |
|        | Granja del Salvador    | Gimenells i el Pla de la Font | granja       |         | 41° 40′ 33″ N, 0° 23′ 07″ E / 41.6757028201315°N,0.385385402471805°E |           |                     | Modifica les dades a Wikidata |
|        | Granja del Sánchez     | Gimenells i el Pla de la Font | granja       |         | 41° 40′ 57″ N, 0° 20′ 31″ E / 41.6823910057305°N,0.34208151276849°E  |           |                     | Modifica les dades a Wikidata |
|        | Granja del Tomàs       | Gimenells i el Pla de la Font | granja       |         | 41° 38′ 52″ N, 0° 22′ 52″ E / 41.6478491745958°N,0.381133411314602°E |           |                     | Modifica les dades a Wikidata |
|        | Granja del Zapater     | Gimenells i el Pla de la Font | granja       |         | 41° 39′ 33″ N, 0° 22′ 30″ E / 41.6590636295372°N,0.374902315421508°E |           |                     | Modifica les dades a Wikidata |
|        | Granja del Zaragozano  | Gimenells i el Pla de la Font | granja       |         | 41° 39′ 50″ N, 0° 21′ 14″ E / 41.6640126348154°N,0.353911430933755°E |           |                     | Modifica les dades a Wikidata |
|        | Torre Vallés           | Gimenells i el Pla de la Font | granja       |         | 41° 38′ 18″ N, 0° 21′ 31″ E / 41.638389868423°N,0.3586803385508°E    |           |                     | Modifica les dades a Wikidata |
|        | cobert del Teodoro     | Gimenells i el Pla de la Font | granja       |         | 41° 41′ 39″ N, 0° 20′ 37″ E / 41.694240377361°N,0.343527950915894°E  |           | Cobert del Teodoro  | Modifica les dades a Wikidata |

## masia
| imatge | Nom                       | Ubicat a                      | instància de | Detalls | coordenades                                                          | Protecció | Commons (més fotos) | Dades a WD                    |
| ------ | ------------------------- | ----------------------------- | ------------ | ------- | -------------------------------------------------------------------- | --------- | ------------------- | ----------------------------- |
|        | Cal Tomaset               | Gimenells i el Pla de la Font | masia        |         | 41° 40′ 22″ N, 0° 26′ 02″ E / 41.6727548538554°N,0.433972914664109°E |           |                     | Modifica les dades a Wikidata |
|        | Casa Pepon                | Gimenells i el Pla de la Font | masia        |         | 41° 38′ 52″ N, 0° 23′ 42″ E / 41.647914469789°N,0.395095229587584°E  |           |                     | Modifica les dades a Wikidata |
|        | Casa Ricardo              | Gimenells i el Pla de la Font | masia        |         | 41° 39′ 23″ N, 0° 22′ 57″ E / 41.6564029244336°N,0.382624044045148°E |           |                     | Modifica les dades a Wikidata |
|        | Casa Veguer               | Gimenells i el Pla de la Font | masia        |         | 41° 39′ 43″ N, 0° 23′ 37″ E / 41.6620310864472°N,0.393685299652638°E |           |                     | Modifica les dades a Wikidata |
|        | Mas Blanc                 | Gimenells i el Pla de la Font | masia        |         | 41° 38′ 55″ N, 0° 25′ 22″ E / 41.6487080972127°N,0.422692378609178°E |           |                     | Modifica les dades a Wikidata |
|        | Pleta Gatell              | Gimenells i el Pla de la Font | masia        |         | 41° 39′ 26″ N, 0° 26′ 00″ E / 41.6570876631322°N,0.43332235081686°E  |           |                     | Modifica les dades a Wikidata |
|        | Torre Abanto              | Gimenells i el Pla de la Font | masia        |         | 41° 39′ 50″ N, 0° 21′ 45″ E / 41.663904042195°N,0.362503188360431°E  |           |                     | Modifica les dades a Wikidata |
|        | Torre Alegre              | Gimenells i el Pla de la Font | masia        |         | 41° 41′ 30″ N, 0° 21′ 49″ E / 41.6916707107073°N,0.363723487403896°E |           |                     | Modifica les dades a Wikidata |
|        | Torre Bardagí             | Gimenells i el Pla de la Font | masia        |         | 41° 41′ 42″ N, 0° 21′ 21″ E / 41.6948780052585°N,0.355938241177484°E |           |                     | Modifica les dades a Wikidata |
|        | Torre Egea                | Gimenells i el Pla de la Font | masia        |         | 41° 39′ 04″ N, 0° 21′ 47″ E / 41.651096703586°N,0.36296404895524°E   |           |                     | Modifica les dades a Wikidata |
|        | Torre Fernández           | Gimenells i el Pla de la Font | masia        |         | 41° 39′ 52″ N, 0° 21′ 08″ E / 41.6645795250266°N,0.352326860246487°E |           |                     | Modifica les dades a Wikidata |
|        | Torre Padilla             | Gimenells i el Pla de la Font | masia        |         | 41° 39′ 58″ N, 0° 20′ 46″ E / 41.6662214688513°N,0.346206179913552°E |           |                     | Modifica les dades a Wikidata |
|        | Torre de Josep Sisques    | Gimenells i el Pla de la Font | masia        |         | 41° 40′ 10″ N, 0° 21′ 35″ E / 41.6693684797144°N,0.359661552796509°E |           |                     | Modifica les dades a Wikidata |
|        | Torre de Lespales         | Gimenells i el Pla de la Font | masia        |         | 41° 40′ 03″ N, 0° 20′ 44″ E / 41.6674129936872°N,0.345544660580057°E |           |                     | Modifica les dades a Wikidata |
|        | Torre de Lumbierres       | Gimenells i el Pla de la Font | masia        |         | 41° 40′ 23″ N, 0° 20′ 49″ E / 41.6731272966242°N,0.346907323424215°E |           |                     | Modifica les dades a Wikidata |
|        | Torre de Montornés        | Gimenells i el Pla de la Font | masia        |         | 41° 40′ 50″ N, 0° 25′ 08″ E / 41.6804522464343°N,0.418974581998788°E |           |                     | Modifica les dades a Wikidata |
|        | Torre de Nicolàs Sisques  | Gimenells i el Pla de la Font | masia        |         | 41° 40′ 28″ N, 0° 21′ 48″ E / 41.674517890663°N,0.36320880648386°E   |           |                     | Modifica les dades a Wikidata |
|        | Torre de Villacampa       | Gimenells i el Pla de la Font | masia        |         | 41° 41′ 12″ N, 0° 22′ 54″ E / 41.6867968562488°N,0.38176414056562°E  |           |                     | Modifica les dades a Wikidata |
|        | Torre de l'Abadies        | Gimenells i el Pla de la Font | masia        |         | 41° 41′ 33″ N, 0° 23′ 36″ E / 41.6925179191619°N,0.393343317399707°E |           |                     | Modifica les dades a Wikidata |
|        | Torre de l'Alegre         | Gimenells i el Pla de la Font | masia        |         | 41° 40′ 27″ N, 0° 21′ 41″ E / 41.6741033911055°N,0.361521995119349°E |           |                     | Modifica les dades a Wikidata |
|        | Torre de l'Aranda         | Gimenells i el Pla de la Font | masia        |         | 41° 39′ 54″ N, 0° 21′ 00″ E / 41.6650313650042°N,0.350050376696971°E |           |                     | Modifica les dades a Wikidata |
|        | Torre de l'Arinyo         | Gimenells i el Pla de la Font | masia        |         | 41° 40′ 14″ N, 0° 21′ 26″ E / 41.6705015169566°N,0.35723695500042°E  |           |                     | Modifica les dades a Wikidata |
|        | Torre de l'Haro           | Gimenells i el Pla de la Font | masia        |         | 41° 39′ 53″ N, 0° 21′ 23″ E / 41.6648373856567°N,0.35648389452503°E  |           |                     | Modifica les dades a Wikidata |
|        | Torre de l'Àngel de Gelsa | Gimenells i el Pla de la Font | masia        |         | 41° 39′ 09″ N, 0° 21′ 03″ E / 41.652620156902°N,0.35089386677136°E   |           |                     | Modifica les dades a Wikidata |
|        | Torre del Balcells        | Gimenells i el Pla de la Font | masia        |         | 41° 40′ 59″ N, 0° 23′ 13″ E / 41.68316435426°N,0.38688301316367°E    |           |                     | Modifica les dades a Wikidata |
|        | Torre del Benito          | Gimenells i el Pla de la Font | masia        |         | 41° 41′ 15″ N, 0° 22′ 56″ E / 41.6874122911632°N,0.3822918439918°E   |           |                     | Modifica les dades a Wikidata |
|        | Torre del Bitrian         | Gimenells i el Pla de la Font | masia        |         | 41° 39′ 53″ N, 0° 22′ 17″ E / 41.6647497247975°N,0.371500464522951°E |           |                     | Modifica les dades a Wikidata |
|        | Torre del Boscà           | Gimenells i el Pla de la Font | masia        |         | 41° 41′ 03″ N, 0° 22′ 15″ E / 41.6840454235208°N,0.370918998731556°E |           |                     | Modifica les dades a Wikidata |
|        | Torre del Botero          | Gimenells i el Pla de la Font | masia        |         | 41° 41′ 36″ N, 0° 22′ 36″ E / 41.6933881158007°N,0.376582240187049°E |           |                     | Modifica les dades a Wikidata |
|        | Torre del Buisan          | Gimenells i el Pla de la Font | masia        |         | 41° 41′ 18″ N, 0° 23′ 21″ E / 41.6884397284009°N,0.389050556811376°E |           |                     | Modifica les dades a Wikidata |
|        | Torre del Butxaca         | Gimenells i el Pla de la Font | masia        |         | 41° 41′ 39″ N, 0° 22′ 18″ E / 41.6940654511992°N,0.371544083985245°E |           |                     | Modifica les dades a Wikidata |
|        | Torre del Cabezudo        | Gimenells i el Pla de la Font | masia        |         | 41° 40′ 47″ N, 0° 23′ 23″ E / 41.6797554955503°N,0.389738220473572°E |           |                     | Modifica les dades a Wikidata |
|        | Torre del Cabrer          | Gimenells i el Pla de la Font | masia        |         | 41° 40′ 07″ N, 0° 25′ 40″ E / 41.6687433971713°N,0.427766382520011°E |           |                     | Modifica les dades a Wikidata |
|        | Torre del Calejero        | Gimenells i el Pla de la Font | masia        |         | 41° 41′ 38″ N, 0° 22′ 31″ E / 41.6939967794646°N,0.375235747082119°E |           |                     | Modifica les dades a Wikidata |
|        | Torre del Canuto          | Gimenells i el Pla de la Font | masia        |         | 41° 41′ 23″ N, 0° 23′ 15″ E / 41.6897476412463°N,0.387555827164143°E |           |                     | Modifica les dades a Wikidata |
|        | Torre del Capdevila       | Gimenells i el Pla de la Font | masia        |         | 41° 41′ 22″ N, 0° 23′ 25″ E / 41.689544624972°N,0.3902291240676°E    |           |                     | Modifica les dades a Wikidata |
|        | Torre del Casoliva        | Gimenells i el Pla de la Font | masia        |         | 41° 41′ 53″ N, 0° 21′ 35″ E / 41.6979443013076°N,0.359645847262642°E |           |                     | Modifica les dades a Wikidata |
|        | Torre del Clota           | Gimenells i el Pla de la Font | masia        |         | 41° 41′ 16″ N, 0° 23′ 47″ E / 41.6876630899098°N,0.396495042370889°E |           |                     | Modifica les dades a Wikidata |
|        | Torre del Cons            | Gimenells i el Pla de la Font | masia        |         | 41° 41′ 57″ N, 0° 21′ 35″ E / 41.6992547436965°N,0.359844561037983°E |           |                     | Modifica les dades a Wikidata |
|        | Torre del Continente      | Gimenells i el Pla de la Font | masia        |         | 41° 39′ 58″ N, 0° 20′ 40″ E / 41.6661635375526°N,0.344479030121212°E |           |                     | Modifica les dades a Wikidata |
|        | Torre del Diarte          | Gimenells i el Pla de la Font | masia        |         | 41° 40′ 28″ N, 0° 24′ 11″ E / 41.6744891976321°N,0.402948389319695°E |           |                     | Modifica les dades a Wikidata |
|        | Torre del Dolcet          | Gimenells i el Pla de la Font | masia        |         | 41° 40′ 49″ N, 0° 23′ 23″ E / 41.6803209934232°N,0.389655286092282°E |           |                     | Modifica les dades a Wikidata |
|        | Torre del Dolz            | Gimenells i el Pla de la Font | masia        |         | 41° 40′ 14″ N, 0° 20′ 47″ E / 41.6705117693444°N,0.34635416605076°E  |           |                     | Modifica les dades a Wikidata |
|        | Torre del Domingo         | Gimenells i el Pla de la Font | masia        |         | 41° 41′ 16″ N, 0° 22′ 43″ E / 41.6877636917275°N,0.378745269683339°E |           |                     | Modifica les dades a Wikidata |
|        | Torre del Díaz            | Gimenells i el Pla de la Font | masia        |         | 41° 40′ 11″ N, 0° 20′ 46″ E / 41.6696956166602°N,0.346111447539073°E |           |                     | Modifica les dades a Wikidata |
|        | Torre del Faibella        | Gimenells i el Pla de la Font | masia        |         | 41° 40′ 26″ N, 0° 20′ 56″ E / 41.67384°N,0.348917°E                  |           |                     | Modifica les dades a Wikidata |
|        | Torre del Ferreres        | Gimenells i el Pla de la Font | masia        |         | 41° 41′ 16″ N, 0° 22′ 36″ E / 41.6877626367846°N,0.376726844583295°E |           |                     | Modifica les dades a Wikidata |
|        | Torre del Ferriz          | Gimenells i el Pla de la Font | masia        |         | 41° 40′ 01″ N, 0° 21′ 56″ E / 41.6670427373751°N,0.365449769833716°E |           |                     | Modifica les dades a Wikidata |
|        | Torre del Fidel           | Gimenells i el Pla de la Font | masia        |         | 41° 40′ 39″ N, 0° 24′ 57″ E / 41.677517635362°N,0.4159420631121°E    |           |                     | Modifica les dades a Wikidata |
|        | Torre del Font            | Gimenells i el Pla de la Font | masia        |         | 41° 41′ 53″ N, 0° 22′ 11″ E / 41.6981852572564°N,0.369753978582931°E |           |                     | Modifica les dades a Wikidata |
|        | Torre del Gatell          | Gimenells i el Pla de la Font | masia        |         | 41° 39′ 02″ N, 0° 23′ 37″ E / 41.6505108303404°N,0.393621679415469°E |           |                     | Modifica les dades a Wikidata |
|        | Torre del Giribet         | Gimenells i el Pla de la Font | masia        |         | 41° 41′ 43″ N, 0° 23′ 03″ E / 41.6951526787432°N,0.384056580239688°E |           |                     | Modifica les dades a Wikidata |
|        | Torre del Guerrero        | Gimenells i el Pla de la Font | masia        |         | 41° 41′ 10″ N, 0° 23′ 47″ E / 41.686131823854°N,0.396484731224762°E  |           |                     | Modifica les dades a Wikidata |
|        | Torre del Gutiérrez       | Gimenells i el Pla de la Font | masia        |         | 41° 41′ 10″ N, 0° 23′ 53″ E / 41.6862198138949°N,0.39798298453234°E  |           |                     | Modifica les dades a Wikidata |
|        | Torre del Laga            | Gimenells i el Pla de la Font | masia        |         | 41° 41′ 12″ N, 0° 22′ 04″ E / 41.6866222755953°N,0.367822418954529°E |           |                     | Modifica les dades a Wikidata |
|        | Torre del Manchó          | Gimenells i el Pla de la Font | masia        |         | 41° 41′ 01″ N, 0° 24′ 43″ E / 41.6835801230958°N,0.411893425008525°E |           |                     | Modifica les dades a Wikidata |
|        | Torre del Martínez        | Gimenells i el Pla de la Font | masia        |         | 41° 41′ 10″ N, 0° 22′ 06″ E / 41.686236°N,0.3682°E                   |           |                     | Modifica les dades a Wikidata |
|        | Torre del Miquel Maza     | Gimenells i el Pla de la Font | masia        |         | 41° 40′ 21″ N, 0° 22′ 44″ E / 41.6724467791525°N,0.378850688425999°E |           |                     | Modifica les dades a Wikidata |
|        | Torre del Mir             | Gimenells i el Pla de la Font | masia        |         | 41° 41′ 50″ N, 0° 22′ 36″ E / 41.697341658798°N,0.37669570591201°E   |           |                     | Modifica les dades a Wikidata |
|        | Torre del Mitjavila       | Gimenells i el Pla de la Font | masia        |         | 41° 41′ 56″ N, 0° 22′ 34″ E / 41.6987921591347°N,0.376206256336963°E |           |                     | Modifica les dades a Wikidata |
|        | Torre del Montfort        | Gimenells i el Pla de la Font | masia        |         | 41° 40′ 26″ N, 0° 20′ 49″ E / 41.6740174953076°N,0.346846717795303°E |           |                     | Modifica les dades a Wikidata |
|        | Torre del Montull         | Gimenells i el Pla de la Font | masia        |         | 41° 38′ 25″ N, 0° 21′ 49″ E / 41.6403812257386°N,0.363727355737751°E |           |                     | Modifica les dades a Wikidata |
|        | Torre del Navés           | Gimenells i el Pla de la Font | masia        |         | 41° 41′ 42″ N, 0° 21′ 31″ E / 41.6949919362568°N,0.358541047219176°E |           |                     | Modifica les dades a Wikidata |
|        | Torre del Pau Aiguader    | Gimenells i el Pla de la Font | masia        |         | 41° 41′ 01″ N, 0° 24′ 58″ E / 41.6836299940785°N,0.416108325124204°E |           |                     | Modifica les dades a Wikidata |
|        | Torre del Pirla           | Gimenells i el Pla de la Font | masia        |         | 41° 41′ 01″ N, 0° 25′ 01″ E / 41.6836917240511°N,0.416850720208804°E |           |                     | Modifica les dades a Wikidata |
|        | Torre del Prats           | Gimenells i el Pla de la Font | masia        |         | 41° 40′ 24″ N, 0° 20′ 55″ E / 41.6733182203781°N,0.348545116829856°E |           |                     | Modifica les dades a Wikidata |
|        | Torre del Quim            | Gimenells i el Pla de la Font | masia        |         | 41° 41′ 44″ N, 0° 23′ 16″ E / 41.6955986632726°N,0.387823586990634°E |           |                     | Modifica les dades a Wikidata |
|        | Torre del Ramon Butxaca   | Gimenells i el Pla de la Font | masia        |         | 41° 41′ 39″ N, 0° 22′ 59″ E / 41.694154666724°N,0.382943521191264°E  |           |                     | Modifica les dades a Wikidata |
|        | Torre del Roquet          | Gimenells i el Pla de la Font | masia        |         | 41° 40′ 22″ N, 0° 20′ 58″ E / 41.6727713198578°N,0.349432430504863°E |           |                     | Modifica les dades a Wikidata |
|        | Torre del Rueda           | Gimenells i el Pla de la Font | masia        |         | 41° 40′ 57″ N, 0° 23′ 43″ E / 41.6825313763312°N,0.395380539390147°E |           |                     | Modifica les dades a Wikidata |
|        | Torre del Ruiz            | Gimenells i el Pla de la Font | masia        |         | 41° 39′ 54″ N, 0° 22′ 49″ E / 41.6649323989049°N,0.380284666718327°E |           |                     | Modifica les dades a Wikidata |
|        | Torre del Rull            | Gimenells i el Pla de la Font | masia        |         | 41° 42′ 04″ N, 0° 21′ 52″ E / 41.701207069809°N,0.364463366740594°E  |           |                     | Modifica les dades a Wikidata |
|        | Torre del Saba            | Gimenells i el Pla de la Font | masia        |         | 41° 40′ 50″ N, 0° 24′ 11″ E / 41.6806132003154°N,0.402942278465079°E |           |                     | Modifica les dades a Wikidata |
|        | Torre del Salvador        | Gimenells i el Pla de la Font | masia        |         | 41° 41′ 02″ N, 0° 24′ 06″ E / 41.6838989063666°N,0.401680754132783°E |           |                     | Modifica les dades a Wikidata |
|        | Torre del Salvadoret      | Gimenells i el Pla de la Font | masia        |         | 41° 39′ 25″ N, 0° 25′ 13″ E / 41.6570635518961°N,0.420185436155851°E |           |                     | Modifica les dades a Wikidata |
|        | Torre del Santiaguet      | Gimenells i el Pla de la Font | masia        |         | 41° 40′ 59″ N, 0° 25′ 26″ E / 41.6829409041097°N,0.423920878839507°E |           |                     | Modifica les dades a Wikidata |
|        | Torre del Santos          | Gimenells i el Pla de la Font | masia        |         | 41° 41′ 11″ N, 0° 24′ 29″ E / 41.6863684503252°N,0.408141223418664°E |           |                     | Modifica les dades a Wikidata |
|        | Torre del Sanz            | Gimenells i el Pla de la Font | masia        |         | 41° 40′ 08″ N, 0° 21′ 39″ E / 41.6688398614164°N,0.360956348581004°E |           |                     | Modifica les dades a Wikidata |
|        | Torre del Saturnino       | Gimenells i el Pla de la Font | masia        |         | 41° 40′ 20″ N, 0° 22′ 54″ E / 41.6721582764506°N,0.381601087225095°E |           |                     | Modifica les dades a Wikidata |
|        | Torre del Sevil           | Gimenells i el Pla de la Font | masia        |         | 41° 39′ 49″ N, 0° 21′ 30″ E / 41.6636534663621°N,0.358261818444432°E |           |                     | Modifica les dades a Wikidata |
|        | Torre del Solanes         | Gimenells i el Pla de la Font | masia        |         | 41° 41′ 29″ N, 0° 21′ 44″ E / 41.6912968297212°N,0.362344984867057°E |           |                     | Modifica les dades a Wikidata |
|        | Torre del Soler           | Gimenells i el Pla de la Font | masia        |         | 41° 42′ 09″ N, 0° 21′ 48″ E / 41.70243774562°N,0.36326940619063°E    |           |                     | Modifica les dades a Wikidata |
|        | Torre del Sopena          | Gimenells i el Pla de la Font | masia        |         | 41° 40′ 15″ N, 0° 22′ 00″ E / 41.6707249546693°N,0.366572754105358°E |           |                     | Modifica les dades a Wikidata |
|        | Torre del Teodoro         | Gimenells i el Pla de la Font | masia        |         | 41° 40′ 29″ N, 0° 21′ 28″ E / 41.6746847930637°N,0.357822491487713°E |           |                     | Modifica les dades a Wikidata |
|        | Torre del Tomàs           | Gimenells i el Pla de la Font | masia        |         | 41° 40′ 02″ N, 0° 20′ 28″ E / 41.6673367361947°N,0.341079761222293°E |           |                     | Modifica les dades a Wikidata |
|        | Torre del Torres          | Gimenells i el Pla de la Font | masia        |         | 41° 41′ 49″ N, 0° 22′ 30″ E / 41.6968454759503°N,0.374963631713969°E |           |                     | Modifica les dades a Wikidata |
|        | Torre del Torruella       | Gimenells i el Pla de la Font | masia        |         | 41° 41′ 31″ N, 0° 23′ 41″ E / 41.6919166733833°N,0.394629233090603°E |           |                     | Modifica les dades a Wikidata |
|        | Torre del Transformador   | Gimenells i el Pla de la Font | masia        |         | 41° 40′ 25″ N, 0° 23′ 07″ E / 41.6735760648907°N,0.385327385718208°E |           |                     | Modifica les dades a Wikidata |
|        | Torre del Vilanova        | Gimenells i el Pla de la Font | masia        |         | 41° 39′ 20″ N, 0° 26′ 42″ E / 41.6554657023747°N,0.444999240612617°E |           |                     | Modifica les dades a Wikidata |
|        | Torre del Zaragozano      | Gimenells i el Pla de la Font | masia        |         | 41° 39′ 51″ N, 0° 21′ 21″ E / 41.6641577544741°N,0.355911199481191°E |           |                     | Modifica les dades a Wikidata |
|        | Torre dels Caçadors       | Gimenells i el Pla de la Font | masia        |         | 41° 40′ 25″ N, 0° 22′ 32″ E / 41.6737109800476°N,0.37544799750157°E  |           |                     | Modifica les dades a Wikidata |

## zona humida
| imatge | Nom                   | Ubicat a                             | instància de | Detalls            | coordenades                                               | Protecció | Commons (més fotos) | Dades a WD                    |
| ------ | --------------------- | ------------------------------------ | ------------ | ------------------ | --------------------------------------------------------- | --------- | ------------------- | ----------------------------- |
|        | pantà de la Boga      | Lleida Gimenells i el Pla de la Font | zona humida  | Superfície: 9.9ha  | 41° 40′ 27″ N, 0° 26′ 35″ E / 41.6743°N,0.443°E           |           |                     | Modifica les dades a Wikidata |
|        | pantà del Pla de Xama | Gimenells i el Pla de la Font        | zona humida  | Superfície: 9.19ha | 41° 38′ 45″ N, 0° 26′ 25″ E / 41.6457°N,0.4404°E 265 msnm |           |                     | Modifica les dades a Wikidata |

## Misc
| imatge | Nom                                              | Ubicat a                                      | instància de                                                                       | Detalls                                     | coordenades                                                                                                   | Protecció                                            | Commons (més fotos)                     | Dades a WD                    |
| ------ | ------------------------------------------------ | --------------------------------------------- | ---------------------------------------------------------------------------------- | ------------------------------------------- | --- | ---------------------------------------------------- | --------------------------------------- | ----------------------------- |
|        | Casa de la Vila de Gimenells i el Pla de la Font | Gimenells i el Pla de la Font                 | casa consistorial                                                                  | Estil: arquitectura popular                 | 41° 39′ 09″ N, 0° 23′ 22″ E / 41.65248°N,0.38946°E                                                            | bé integrant del patrimoni cultural català           | Town hall Gimenells i el Pla de la Font | Modifica les dades a Wikidata |
|        | Castell de Gimenells                             | Gimenells i el Pla de la Font                 | castell                                                                            | 12nd century                                | 41° 40′ 36″ N, 0° 23′ 42″ E / 41.6768°N,0.394885°E ca:A mig camí de la carretera de Gimenells a Sucs 262 msnm | bé d'interès cultural bé cultural d'interès nacional | Castell de Gimenells                    | Modifica les dades a Wikidata |
|        | Pla de la Font                                   | Gimenells i el Pla de la Font                 | llogaret                                                                           |                                             | 41° 41′ 14″ N, 0° 21′ 10″ E / 41.68733°N,0.35283°E                                                            | bé integrant del patrimoni cultural català           |                                         | Modifica les dades a Wikidata |
|        | Silo                                             | Gimenells i el Pla de la Font                 | vèrtex geodèsic                                                                    | Alt: 1.2m                                   | 41° 39′ 15″ N, 0° 23′ 24″ E / 41.65405°N,0.39002°E 283.912 msnm                                               |                                                      |                                         | Modifica les dades a Wikidata |
|        | Tossal de les Cabanes                            | Gimenells i el Pla de la Font                 | muntanya                                                                           |                                             | 41° 41′ 35″ N, 0° 21′ 32″ E / 41.6931°N,0.35885°E 195.8 msnm                                                  |                                                      |                                         | Modifica les dades a Wikidata |
|        | canal de Vallmanya                               | Lleida Gimenells i el Pla de la Font Alcarràs | canal de reg                                                                       | Desemboca: Vallmanya                        | 41° 41′ 27″ N, 0° 29′ 40″ E / 41.690878°N,0.49457°E 41° 36′ 41″ N, 0° 21′ 06″ E / 41.611393°N,0.351795°E      |                                                      |                                         | Modifica les dades a Wikidata |
|        | cementiri del Pla de la Font                     | Gimenells i el Pla de la Font                 | cementiri                                                                          |                                             | 41° 41′ 34″ N, 0° 21′ 39″ E / 41.6926586379596°N,0.360859458427854°E                                          |                                                      | Cementiri del Pla de la Font            | Modifica les dades a Wikidata |
|        | el Pla de la Font                                | Gimenells i el Pla de la Font                 | conjunt d'edificis entitat municipal descentralitzada entitat singular de població | Arquitecte: José Borobio Ojeda 1956 314 hab | 41° 41′ 12″ N, 0° 21′ 15″ E / 41.68662778°N,0.35408056°E 185 msnm                                             | bé integrant del patrimoni cultural català           | El Pla de la Font                       | Modifica les dades a Wikidata |
|        | habitatges d'una colònia agrària                 | Gimenells i el Pla de la Font                 | edifici edifici residencial                                                        |                                             | 41° 39′ 30″ N, 0° 24′ 27″ E / 41.65828°N,0.40743°E                                                            | bé integrant del patrimoni cultural català           |                                         | Modifica les dades a Wikidata |